# Alina Peșu
Ionela Alina Peșu (* 4. September 1989 in Craiova, Kreis Dolj) ist eine rumänische Fußballschiedsrichterin.

## Werdegang
Seit 2018 steht sie auf der Liste der FIFA-Schiedsrichter und leitet internationale Fußballpartien. Seit der Saison 2023/24 zählt sie zur Gruppe der UEFA-Elite-Schiedsrichterinnen.
Bei der U-19-Europameisterschaft 2022 in Tschechien leitete Peșu zwei Gruppenspiele und das Finale zwischen Spanien und Norwegen (2:1).
Im Oktober 2022 leitete Peșu mit der Partie FC Barcelona gegen Benfica Lissabon (9:0) erstmals ein Spiel in der Women’s Champions League.
Zudem leitete Peșu Spiele in der Qualifikation zur Europameisterschaft 2022 (ein Spiel) und in der europäischen WM-Qualifikation für die Weltmeisterschaft 2019 und 2023 (vier Spiele).
Sie wurde als eine von 13 Schiedsrichterinnen für die Europameisterschaft 2025 in der Schweiz nominiert. Dort leitete sie das offizielle Eröffnungsspiel zwischen der Schweiz und Norwegen.

## Einsatz bei der Fußball-Europameisterschaft der Frauen 2025
| Phase        | Datum         | Spielort | Heimmannschaft | Gastmannschaft | Ergebnis  |
| ------------ | ------------- | -------- | -------------- | -------------- | --------- |
| Gruppenphase | 2. Juli 2025  | Basel    | Schweiz        | Norwegen       | 1:2 (1:0) |
| Gruppenphase | 10. Juli 2025 | Thun     | Norwegen       | Island         | 4:3 (2:1) |